# Stranda
Stranda là một đô thị ở hạt Møre og Romsdal, Na Uy.
Stranda đã được lập làm đô thị ngày 1 tháng 1 năm 1838 (xem formannskapsdistrikt). Stordal đã được tách khỏi Stranda ngày 1 tháng 1 năm 1892. Sunnylven được nhập với Stranda ngày 1 tháng 1 năm 1965.
Stranda bao gồm 3 thị trấn nhỏ và một thị trấn lớn hơn. Ba thị trấn đó là: Hellesylt, Geiranger và Liabygda. Đô thị này là một điểm thu hút khách với các công trình Geirangerfjord và Sunnylvsfjord được UNESCO công nhận là di sản thế giới năm 2005.

## Người nổi tiếng từ Stranda
- Are Kalvø, (1969– ), nhà văn kiêm nhà soạn hài kịch.
- Peter Opsvik (1939– ), nhà thiết kế nội thất kiêm nghệ sĩ saxophon nhạc Jazz.
- Bjarne Solbakken, vận động viên trượt tuyết.
- Margreth Olin, đạo diễn điện ảnh.
- Pål Øie đạo diễn điện ảnh.
- Kristian Langlo (1894–1976).
- P.I. Langlo (1892–1940), người tiên phong trong ngành nội thất ở Na Uy.
- Arve Henriksen (1968–), nhạc sĩ.
- Olav Oksvik (1887-1958), nhà chính trị dân chủ xã hội